# Housekeeping
Housekeeping is een Amerikaanse dramafilm uit 1987 onder regie van Bill Forsyth. De film is gebaseerd op de gelijknamige roman uit 1980 van de Amerikaanse schrijfster Marilynne Robinson.

## Synopsis
Twee meisjes worden verplicht bij hun tante Sylvie te gaan wonen, als hun moeder hen verlaat. Tante Sylvie houdt er echter vreemde ideeën op na. Ook hun omgeving vindt de tante zonderling.

## Rolverdeling
| Acteur          | Personage  |
| --------------- | ---------- |
| Christine Lahti | Sylvie     |
| Sara Walker     | Ruth       |
| Andrea Burchill | Lucille    |
| Anne Pitoniak   | Tante Lily |
| Barbara Reese   | Tante Nona |
| Margot Pinvidic | Helen      |